# Greatest Hits (Waterparks)
Greatest Hits è il quarto album in studio del gruppo musicale statunitense Waterparks, pubblicato nel 2021.

## Tracce
1. Greatest Hits – 1:34
2. Fuzzy – 3:26
3. Lowkey as Hell – 2:16
4. Numb – 2:26
5. Violet! – 2:47
6. Snow Globe – 3:51
7. Just Kidding – 2:29
8. The Secret Life of Me – 3:25
9. American Graffiti – 2:48
10. You’d Be Paranoid Too (If Everyone Was Out to Get You) – 2:31
11. Fruit Roll Ups – 3:44
12. Like It – 2:23
13. Gladiator (Interlude) – 1:13
14. Magnetic – 2:52
15. Crying Over it All – 3:15
16. Ice Bath – 2:29 (Knight)
17. See You in the Future – 3:32

## Formazione
Gruppo
- Awsten Knight – voce, chitarra, basso, programmazioni, percussioni (3), tastiera (3)
- Geoff Wigington – chitarra, voce
- Otto Wood – batteria, voce

Altri musicisti
- Zakk Cervini – tastiera (3)
- Jared Poythress – tastiera (3)
- Lucy Landry - voce (4)
- Andrew Goldstein – piano (3)
- Mikey Way – basso (10)
- Chris Carrabba – voce (10)
- De'Wayne – voce (10)
- Dallon Weekes – voce (11)
- Zeph – voce (15)